# Killem
Killem is een gemeente in de Franse Westhoek in het Franse Noorderdepartement (Frans: département du Nord). De gemeente had op 1 januari 2022 1.172 inwoners. De gemeente ligt in Frans-Vlaanderen in de streek het Blootland. Killem grenst aan de gemeenten Hondschote, Oostkappel, Rekspoede en Warrem. In het zuidoosten van de gemeente ligt bij de grens met Hondschote het gehucht Killem Lynde.

## Geschiedenis
De stichting van Killem gaat terug tot het jaar 1067 als gevolg van de landaanwinningen op de zee door de monniken van de Abdij van Sint-Winoksbergen. Killem maakte daardoor deel uit van de kasselrij Sint-Winoksbergen tot aan de annexatie door Frankrijk van Frans-Vlaanderen bij Vrede van Aken van 2 mei 1668.
De Sint-Michielskerk van Killem was vroeger een romaanse kerk uit de elfde eeuw. Ze werd afgebroken tussen 1560 en 1570 door de geuzen ten tijde van de Tachtigjarige Oorlog. Zij werd herbouwd in de vijftiende of de zestiende eeuw in de vorm van een hallenkerk met drie beuken, net zo als vele andere kerken in Frans-Vlaanderen.

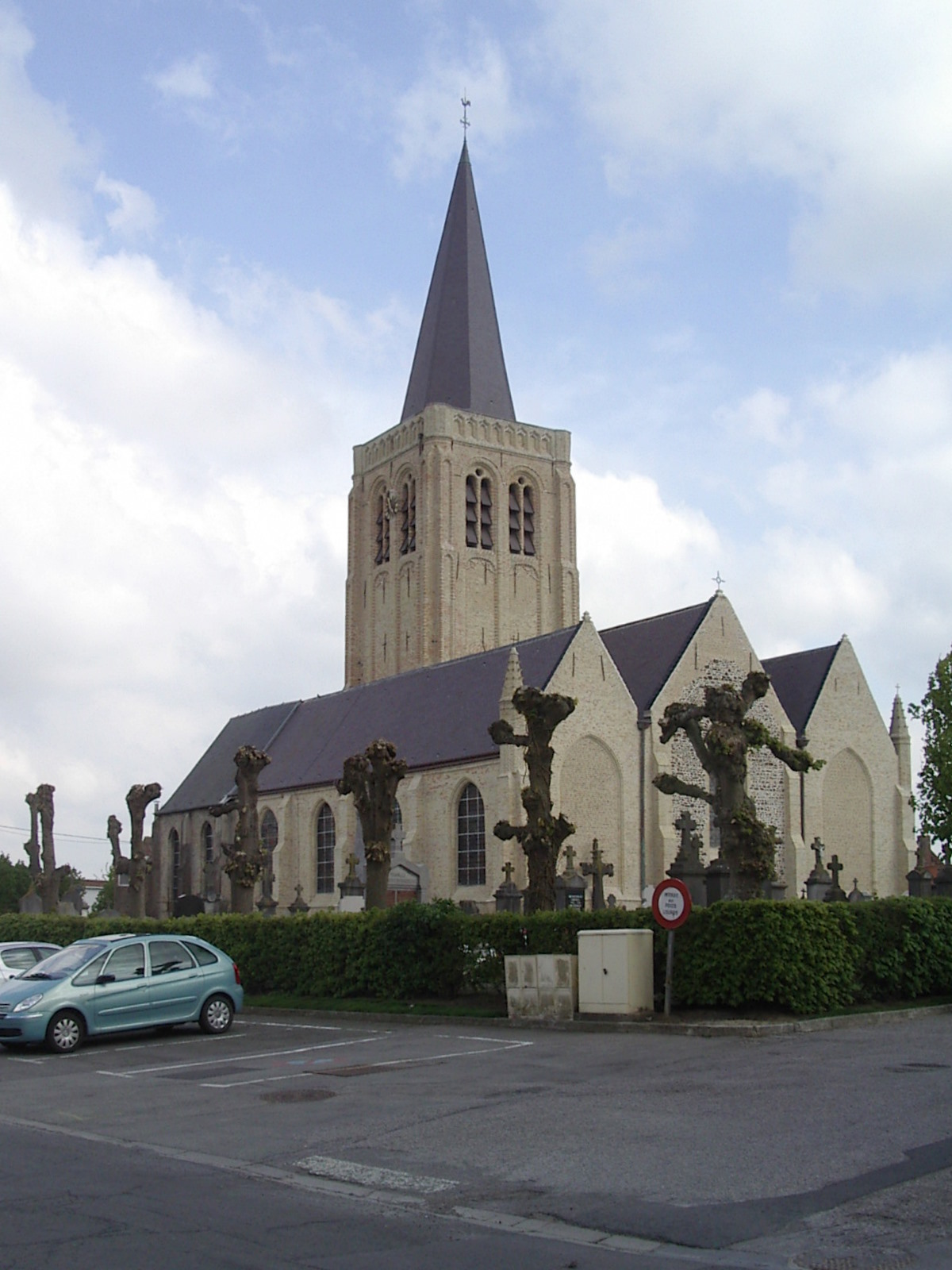
De Sint-Michielskerk in Killem

## Bezienswaardigheden
- De Sint-Michielskerk (Église Saint-Michel)

## Geografie
De oppervlakte van Killem bedroeg op 1 januari 2022 11,99 vierkante kilometer; de bevolkingsdichtheid was toen 97,7 inwoners per km².

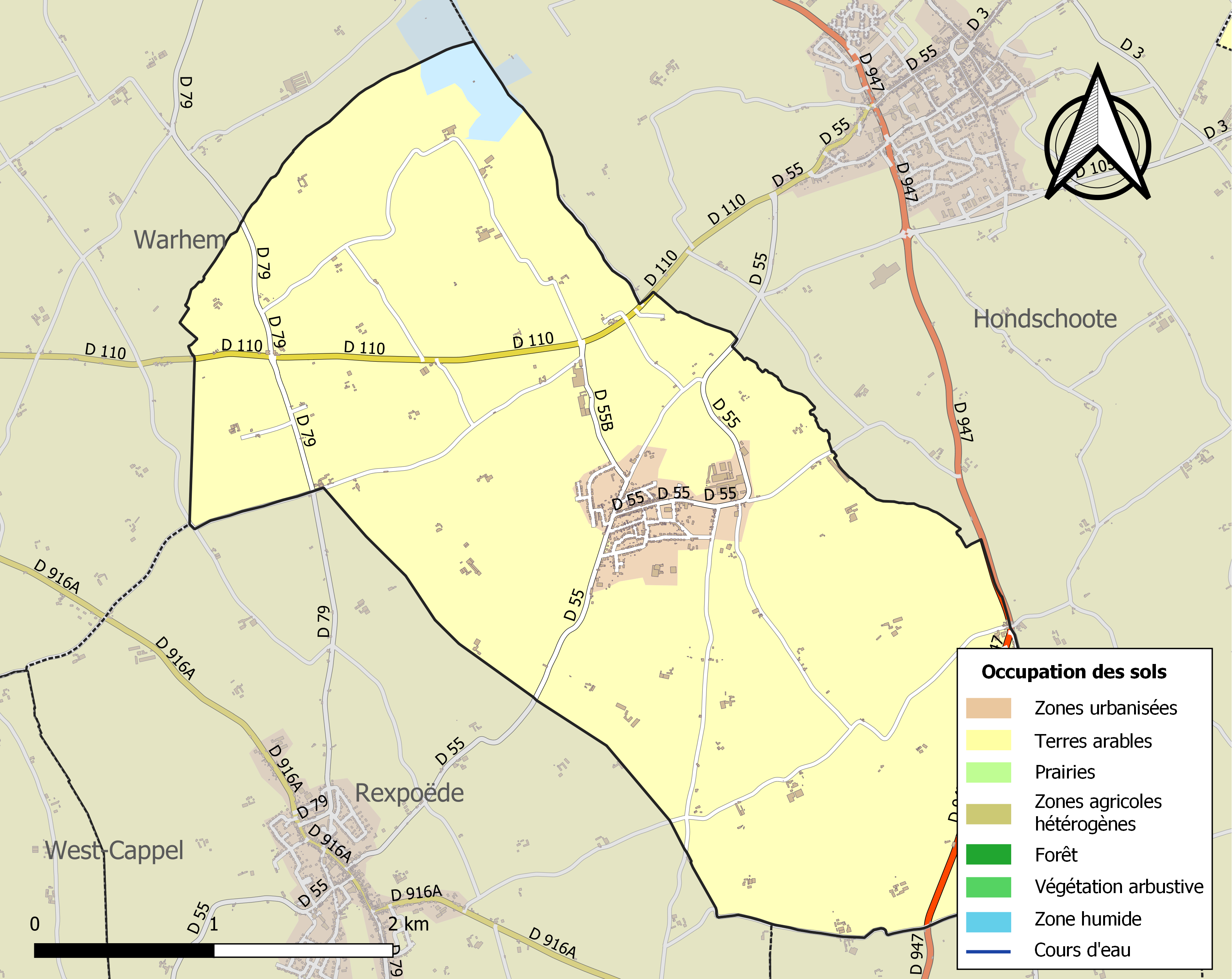
Kaart van de gemeente met belangrijkste infrastructuur, bodemgebruik en omliggende gemeenten

## Natuur en landschap
Killem is een agrarisch dorp aan de zuidrand van het Blootland. De kom ligt op een hoogte van 10 meter. Vroeger was hier veel vlasteelt. Door Killem stroomt de Killembeek.

## Demografie
Onderstaande figuur toont het verloop van het inwonertal (bron: INSEE-tellingen).

## Nabijgelegen kernen
Rekspoede, Hondschote, Warrem, Sint-Winoksbergen